# Сремска Митровица
Вижте пояснителната страница за други значения на Митровица.
Сремска Митровица (на сръбски: Сремска Митровица) е град в Сърбия, автономна област Войводина, административен център на Сремски окръг и община Град Сремска Митровица.
Има население от 37 751 души (2011).
Названието на града Митровица произхожда от името на Свети Димитър, а средновековното му българско име Срем вероятно идва от това по времето на Римската империя когато градът е бил известен като Сирмиум, античното название на Сремска област.

## История
Областта Срем е част от Първата българска държава. Крепостта и градът, който е център на областта, носят това име до ХІІ век. Той е център на епархия, която през ХІ - ХІІ век е част от Охридската архиепископия.
След 1180 г. името на града се променя първо на Civitas Sancti Demetrii, после на Дмитровица, Митровица, а след това получава сегашното си име, към което е прибавено определението „Сремска“, за да се отбележи, че градът се намира в Срем и за да не се бърка с Косовска Митровица.